# Milly D'Abbraccio
Milly D'Abbraccio (née le 3 novembre 1964 à Avellino, en Campanie) est le pseudonyme d'Emilia Cucciniello, une actrice pornographique italienne. Le Corriere della sera la présente comme une « reine » du porno italien des années 1980 et 1990.

## Biographie
Née d'un père avellinois et d'une mère napolitaine, après avoir remporté le concours de Miss Teenager Italy en 1978, Milly D'Abbraccio commence à travailler à la télévision sous le pseudonyme de "Milli Mou". Elle travaille ensuite au cinéma et au théâtre, avant d'accepter l'offre du producteur Riccardo Schicchi de faire partie du groupe des actrices pornographiques Diva Futura (studio) (it). Elle est ensuite, dans les années 1980 et durant la décennie suivante, l'une des vedettes du cinéma pornographique italien,. Dans les années 2000, elle continue de se produire sur scène dans des « shows érotiques ». En 2011, elle est la marraine de la première édition d'un festival du film pornographique tenu à Salerne. Elle est également la productrice de la version italienne du concours de chant télévisé X Factor ,.
Milly D'Abbraccio s'est par ailleurs engagée en politique, en se présentant aux élections municipales à Rome, en 2008, sur la liste du Parti socialiste italien ; elle se fait surtout remarquer par des affiches de campagne sur lesquelles elle exhibe ses fesses tandis qu'un slogan appelle à se débarrasser des « faces de c... » de la classe politique romaine,,. Le Corriere della Sera la qualifie à cette occasion de « star vétuste du porno ». Elle annonce ensuite en 2011 sa candidature à la mairie de Monza, ville où était également candidate une autre ancienne vedette du porno, Ilona Staller dite Cicciolina, puis, eu égard à la concurrence de cette « ex-collègue » renonce en 2012 à se présenter dans cette ville, et annonce sa candidature à Torre del Greco, dans la région de Naples,, déclarant à cette occasion y être  presque aussi populaire que Maradona et considérée comme la Madone, avant de retirer également cette dernière candidature, au motif d'un manque de soutien.

## Filmographie partielle
- Scandale sexuel au parlement (2002) : Milly
- Humiliations d'une avocate (2002) : Gilda
- La professoressa di lingue (2001) : Sonia
- Sex Animals (2000)
- AnaXtasia - La principessa stuprata (d) (1999) : Katerina
- La moglie bugiarda (d)  (1998)
- Paolina Borghese ninfomane imperiale (1998) : Paolina Borghese
- C'era una volta il... bordello (1997) :(Mistress Belles de jour, Belles de nuit)
- Milly: Photo Live (1996)
- Una famiglia per pene (1996)
- Doppio contatto anale (1995)
- Milly: Fine, Crazy and Fancy (1995)
- Animalita'... strane sensazioni (1994)